# Učastkovyj Čičin
Učastkovyj Čičin nebo Učastkovyj Čyčyn (abchazsky Ацуҭа милициа Чычын (doslova), česky Policajt Čičin (přibližně)) je abchazský televizní komediální seriál natáčený od roku 2021, vyprávějící o životě ve fiktivní abchazské vesnici Kumpyl-Kuap (Кумпыл-куап, v překladu do češtiny „Kulatá Tečka“), kde také žije uniformovaný strážce zákona Čičin, jenž řeší trampoty tamních obyvatel. Seriál byl vysílán v televizi a je k dispozici na platformě YouTube. Zatím vyšlo pět dílů seriálu a další jsou připravované. Dle tvůrců má série učit druhé laskavost, slušnost, lásku a pozitivní přístup k životu. Dále skvěle vykresluje mentalitu abchazského lidu, zdejší smysl pro humor a tradice.

## Obsazení a postavy
| Představitel       | Postava               | Poznámka                       |
| ------------------ | --------------------- | ------------------------------ |
| Džambul Čchapelija | Čičin                 | Policista v Kumpylu-Kuapu      |
| Nuri Adžindžal     | Andrjuška             | Svérázný důchodce a slídil     |
| Michail Bratuchin  | Miša                  | Místní obyvatel                |
| Temur Kvekveskiri  | Arkadij               | Místní obyvatel                |
| Dmitrij Pilija     | Starosta              | Starosta Kumpylu-Kuapu         |
| Achra Kvarčija     | Achra                 | Sám sebe (cameo)               |
| Naala Chašigová    | Viktorija Viktorjevna | Vlivná osoba tahající za nitky |

## Příběh
V prvním díle dojde na policejní stanici za Čičinem místní veselý a legrační důchodce Andrjuška, aby učinil udání na své sousedy Mišu, Čynču, Tolika a Arkadije, které podezřívá, že mu ukradli jeho krávu jménem Anjuta. K tomuto udání dochází v předvánoční době v předvečer Nového roku, což je dle abchazské mentality vůči oficiálnímu orgánu velmi špatné a obtěžující, a tak čtveřici podezřelých Čičin neochotně vyslýchá, aby se kráva našla. Mezitím Andrjuška slídí po celé vesnici a pátrá na vlastní pěst. Nakonec se ukazuje, že se kráva pouze ztratila v lese a Batal ji již z lesa vyhnal, o čemž se Andrjuška dozví od starosty vesnice (který to viděl na vlastní oči) a převezme si ji, ale Čičina o tom nikdo neinformuje a ten si předvolává další podezřelé z vesnice k výslechu. Starosta s pobavením sleduje, jak se Čičin zoufale snaží krávu najít a ještě mu přímo na stanici pohrozí, že nenajde-li ji do Silvestra, nařídí mu dát u policie výpověď. Čičin v hledání neuspěje, i když mu jedna místní dívka nabízí pomoc s pátráním. Andrjuška ji už v tu dobu má u sebe zavřenou v chlívku, což by nikoho nenapadlo, a zoufalý Čičin to nakonec vzdá. Na Silvestra ve své služebně sepíše svou rezignaci, pak se opije a jde ji v podroušeném stavu předat starostovi. Někteří obyvatelé, které předtím Čičin vyslýchal, zjistili, že kráva se našla, a Miša uhodí na Andrjušku krmícího v poslední den v roce svoji Anjutu, co to spolu se starostou upekli na Čičina, jenž kvůli nim brzy ztratí práci u policie. Andrjuška se brání, že krávu mu našel Batal, a ten se sám nabídl, že to Čičinovi řekne. Oba tedy zamíří ke starostovi, kde už Čičin předává rezignaci se slovy, že po dvaceti letech služby končí. Starosta dopis bez váhání roztrhá a opilému Čičinovi nakáže, aby se posadil a uklidnil se. Ocenil ho za to, že i přes oznámení v předvečer Nového roku se vzorně držel svých povinností, ačkoliv šlo o takovou banalitu, a přiznal mu, že si z něj jen vystřelil. Popřál mu s úsměvem Ҽаанбзиала (Šťastný Nový rok). Pak do kanceláře vtrhli Andrjuška s Mišou, starostu nazvou svoločí za to všechno, a ten jim jen řekl, ať si všichni užijí Nový rok, že se jednalo jen o kanadský žertík na Čičina. Všichni se tomu zasmáli, i upocený Čičin, jenž si vydechl, že setrvává ve službě.
Ve druhém díle se vše točí kolem automobilu, jenž byl v Suchumi ukraden Viktoriji (a později vrácen), a ve třetím díle Andrjuška díky záměně získá kufřík s mnoha penězi, pocházejícími z úplatků souvisejících s předvolební kampaní do místních zastupitelstev. Andrjuška získané peníze zčásti roztočí útratami v suchumských obchodech a restauracích, ale brzy je nalezen u sebe doma ranařem vlivných lidí pátrajících po kufříku s penězi, přepaden a brutálně vyslýchán, přičemž mu je hrozeno utnutím hlavy roztočenou motorovou pilou. Čičin Andrjušku s pistolí v ruce zachrání, onoho svalnatého ranaře zatýká a předává ho kolegům od gulrypšské policie, kteří ho odvážejí do vazební věznice. Úplatky měly končit u Viktoriji, jež nakonec získala kufřík zpět, ale toho bohatství se vzdala. Kufřík i s penězi vyhodila někam do zarostlého příkopu, aby se vše zahladilo.